# Acanthopale decempedalis
Acanthopale decempedalis é uma espécie de planta da família Acanthaceae. É encontrada em Camarões, na Guiné Equatorial, e na Nigéria.